# Slijev
Slijev ili sliv je područje s kojeg sve vode otječu prema nekom moru, oceanu ili jezeru. Slijev se sastoji od više porječja. Granica između dva slijeva ili porječja naziva se razvodnica.

## Kopnene vode Hrvatske
Zbog geografsko-geoloških specifičnosti u hrvatskoj izdvajamo dva različita dijela s kojim otječe voda pa razlikujemo crnomorski i jadranski slijev. Razvodnica jadranskog i crnomorskog slijeva udaljena je u Gorskom kotaru samo 10km od Jadranskog mora nalazi se kod Mrzlih Vodica, na 1.071m nadmorske visine.
Sve kopnene vode Hrvatske dio su crnomorskog i jadranskog slijeva, a razdjeljuje ih gorski lanac Dinarida. U kopnenim vodama Hrvatske do sada je zabilježena 151 vrsta slatkovodnih riba. Hrvatska zbog geomorfoloških karakteristika nema veliki broj jezera, a od njih 12 većih od 2 km2, čak šest je umjetnih.

## Crnomorski slijev
Crnomorski slijev zauzima 62 posto površine Hrvatske, a njime dominiraju velike rĳeke Sava, Drava i Dunav s više manjih podsljevova.

## Jadranski slijev
Jadranski slijev zauzima 38 posto površine Hrvatske i grubo ga se može podĳeliti na istarski poluotok, jadranski slijev u Lici i Dalmacĳu. Rijeke jadranskog slijeva su uglavnom kratke i izolirane, često povezane sustavom podzemnih tokova. U krškim poljima česte su rijeke ponornice, od kojih mnogima od njih tijekom sušnog razdoblja nadzemni dijelovi potpuno presušuju, podzemni sustavi vodotoka i rezervoara vode nikada ne presušuju, te ribama omogućuju preživljavanje. U vodama jadranskog slijeva nastanjeno je 86 ribljih vrsta, njih 19 naseljava crnomorski i jadranski slijev, a od preostalih 67 njih većina su endemi voda šireg jadranskog slijeva.